# チミナ
チミナ（イタリア語: Ciminà）は、イタリア共和国カラブリア州レッジョ・カラブリア県にある人口約600人の基礎自治体（コムーネ）。

## 地理

### 位置・広がり

#### 隣接コムーネ
隣接するコムーネは以下の通り。
- アントニミーナ
- アルドーレ
- チッタノーヴァ
- モローキオ
- プラティ
- サンティラーリオ・デッロ・イオーニオ
- ヴァラポーディオ